# 索庫拉 (馬里)
13°30′N 3°46′W / 13.500°N 3.767°W
索庫拉（法語：Sokoura），是馬里的城鎮，位於該國中部，由莫普提區的邦卡斯省負責管轄，面積927平方公里，海拔高度238米，2009年人口38,446，人口密度每平方公里41.47人。